# 登石雋一
登石 雋一（といし しゅんいち、1932年3月7日 - 2012年9月11日）は、日本の映画プロデューサー、映画会社経営者である。東映東京撮影所で進行主任、企画者を務めた後、東映人事部長、次いで取締役企画製作部長・経営企画室長、東映動画（現在の東映アニメーション）代表取締役社長、東映化学工業（現在の東映ラボ・テック）代表取締役社長を歴任した。本業の傍ら、劇映画や演劇への俳優としての出演作もあり、十石 峻（といし しゅん）の別名ももつ。

## 人物・来歴
1932年（昭和7年）、東京府（現在の東京都）に生まれる。
第二次世界大戦後、1951年（昭和26年）4月、東京大学法学部に進学、在学中は「東大演劇研究会」に参加して演劇活動に取り組み、同期には梶谷典子、成島庸夫、田村孟、三善晃、渡辺守章らがいた。1955年（昭和30年）3月、同大を卒業、同年4月、定期採用第4期生として東映に入社した。本社文書課を経て撮影所製作課に異動、進行を務め、進行主任となってからの作品として、1960年（昭和35年）11月8日公開の『大いなる驀進』（監督関川秀雄）、1962年（昭和37年）3月21日公開の『恋と太陽とギャング』（監督石井輝男）が記録に残る。同年には企画部に異動になり、同年8月29日に公開された『東京丸の内』（監督小西通雄）では、上司の渡辺洋一に次いで企画者としてクレジットされた。1963年（昭和38年）6月14日に公開された『警視庁物語 全国縦断捜査』（監督飯塚増一）以降、同シリーズの最終作『警視庁物語 行方不明』（監督小西通雄、1964年12月5日公開）までの3作を、同作を立ち上げた上司の斉藤安代（1927年 - 2005年）とともに企画した。1964年（昭和39年）いっぱいで企画・製作の現場を離れた。
累積赤字を3億円を出していた東映動画（現在の東映アニメーション）には、1971年（昭和46年）8月に東映社長に就任した岡田茂も手を焼き、責任者として行くことを皆嫌がったが、岡田に言い含められ、翌1972年（昭和47年）6月東映動画の代表取締役社長に就任（兼任）、岡田から強硬なリストラを命ぜられる。登石はこのとき岡田に「東映からの出向では心にスキができます。東映を辞めて動画に行かせて下さい」と訴え、岡田から評価を上げた。岡田と登石は製作数を減らし、さらに従業員320名の半分の希望退職を募集。労組は激しく反発し、両者の間で団交が繰り返されたが、希望退職の募集を何度も延期し、のちロックアウトを敢行し5ヶ月間に約120名が退職、東映動画は存続した。岡田、登石と1974年8月、後任として岡田から東映動画社長に抜擢された今田智憲の尽力により、1970年代始めに3億円あった東映動画の累積赤字は一掃され、1981年（昭和56年）に東映動画は売上げ70億円、利益2億円を出すまで回復した。1973年（昭和48年）3月17日公開の『パンダの大冒険』（監督芹川有吾）等を製作。
東映動画を整理した実績から以降岡田に引き立てられ、1974年（昭和49年）に東映動画から東映本社の取締役企画製作部長・経営企画室長に出世、重役になり製作の登石、営業の鈴木常承のコンビで岡田の懐刀の一人になった。しかし動画の整理と合わせ、制作の最前線での心労がたたり肝臓を悪くしダウン。復帰はしたものの激務はもう難しいのではと判断された。1977年（昭和52年）6月9日 - 同11日、三百人劇場で行われた東大演劇同窓会第1回公演『はっぴいえんど』（演出岩淵達治、原作ベルトルト・ブレヒト）に出演、成島庸夫、田村孟、佐藤純彌らとともに「貧民」役を演じたほか、劇映画においても、1979年（昭和54年）7月21日公開の『わが青春のイレブン』（監督降旗康男）を企画、出演し、「サッカー部長」を演じた。同月には、企画製作部長を退任して、当時東京証券取引所第2部上場企業であった東映関係会社・東映化学工業（1961年10月上場、2007年3月27日上場廃止）の専務取締役に転任した。1981年（昭和56年）、東映化学工業の代表取締役社長に就任するとともに、東映本社の取締役を退いた。
1982年（昭和57年）5月15日公開の『ダイアモンドは傷つかない』（監督藤田敏八）でも、「八木」役で出演している。日本映画テレビ技術協会から、1998年（平成10年）度の第20回春木賞を受賞した。2001年（平成13年）6月27日、東映化学工業社長を退任。2007年（平成19年）、日本映画テレビプロデューサー協会を退会した。
晩年は東大演劇同窓会での俳優活動にも取り組み、第4回公演以外は皆勤しており、2012年（平成24年）4月18日 - 同19日に日本橋劇場で行われた第13回公演『夏の夜の夢』にも「蜘蛛の糸」役で出演している。その5か月後の同年9月11日、腎細胞癌のため東京都江東区の病院で死去した。満80歳没。

## フィルモグラフィ
特筆以外すべてのクレジットは「製作」である。東京国立近代美術館フィルムセンター（NFC）等の所蔵・現存状況についても記す。
- 『大いなる驀進』 : 企画坪井與・岡田寿之・加茂秀男、監督関川秀雄、主演中村賀津雄、製作東映東京撮影所、配給東映、1960年11月8日公開 - 進行主任、89分の上映用プリントをNFCが所蔵[6]・2012年東映ビデオがDVD発売[9]
- 『恋と太陽とギャング』 : 企画斉藤安代・吉田達・片桐譲、監督石井輝男、主演高倉健、製作東映東京撮影所、配給東映、1962年3月21日公開 - 進行主任、87分の上映用プリントをNFCが所蔵[6]・2012年東映ビデオがDVD発売[9]

- 『東京丸の内』 : 監督小西通雄、主演高倉健、製作東映東京撮影所、配給東映、1962年8月29日公開 - 渡辺洋一とともに企画、78分の原版が現存・東映チャンネルが放映[44]
- 『暴力街』 : 監督小林恒夫、主演高倉健、製作東映東京撮影所、配給東映、1963年3月9日公開 - 岡田茂とともに企画、93分の原版が現存・東映チャンネルが放映[45]
- 『警視庁物語 全国縦断捜査』 : 監督飯塚増一、主演南広、製作東映東京撮影所、配給東映、1963年6月14日公開 - 斉藤安代とともに企画、82分の上映用プリントをNFCが所蔵[6]
- 『鬼検事』 : 監督関川秀雄、主演高倉健、製作東映東京撮影所、配給東映、1963年11月13日公開 - 企画、88分の原版が現存・東映チャンネルが放映[46]
- 『東京ギャング対香港ギャング』 : 監督石井輝男、主演鶴田浩二、製作東映東京撮影所、配給東映、1964年1月1日公開 - 岡田茂とともに企画、87分の原版が現存・東映チャンネルが放映[47]
- 『警視庁物語 自供』 : 監督小西通雄、主演南広、製作東映東京撮影所、配給東映、1964年2月23日公開 - 斉藤安代とともに企画、58分の原版が現存・東映チャンネルが放映[48]
- 『東京アンタッチャブル 売春地下組織』[10]（『売春地下組織』[7]） : 監督飯塚増一、主演大木実、製作東映東京撮影所、配給東映、1964年4月25日公開 - 斉藤安代とともに企画
- 『夢のハワイで盆踊り』 : 監督鷹森立一、主演舟木一夫、製作東映東京撮影所、配給東映、1964年8月1日公開 - 辻野刀禰・坪井久智とともに企画、93分の原版が現存・2007年東映ビデオがDVD発売[9]
- 『警視庁物語 行方不明』 : 監督小西通雄、主演南広、製作東映東京撮影所、配給東映、1964年12月5日公開 - 斉藤安代とともに企画、58分の原版が現存・東映チャンネルが放映[49]

- 『パンダの大冒険』 : 監督芹川有吾、主演太田淑子（声の出演）、製作東映動画、配給東映、1973年3月17日公開 - 製作、53分の原版が現存・2010年東映ビデオがDVD発売[9]
- 『マジンガーZ対デビルマン』 : 監督勝間田具治、主演石丸博也・田中亮一（声の出演）、製作ダイナミックプロ・東映動画、配給東映、1973年7月18日公開 - 製作、『復刻! 東映まんがまつり 1973年夏』題で2011年東映ビデオがDVD発売[9]
- 『きかんしゃやえもん D51の大冒険』 : 監督田宮武、主演熊倉一雄（声の出演）、製作東映動画、配給東映、1974年3月16日公開 - 製作、62分の原版が現存・2010年東映ビデオがDVD発売[9]
- 『マジンガーZ対暗黒大将軍』 : 監督西沢信孝、主演石丸博也（声の出演）、製作ダイナミックプロ・東映動画、配給東映、1974年7月25日公開 - 製作、『復刻! 東映まんがまつり 1974年夏』題で2011年東映ビデオがDVD発売[9]

- 『わが青春のイレブン』 : 監督降旗康男、脚本家城巳代治、主演永島敏行、製作家城プロダクション、1979年7月21日公開 - 出演・「サッカー部長」役
- 『甦れ魔女』 : 監督佐藤純彌、主演磯貝恵、製作東映・モスフィルム・ソヴンフィルム合作公団、配給東映、1980年4月5日公開 - プロデューサー、136分の原版が現存・東映チャンネルが放映[50]
- 『ダイアモンドは傷つかない』 : 企画吉田達・岡田裕・残間里江子、監督藤田敏八、主演田中美佐子、製作東映東京撮影所、配給東映、1982年5月15日公開 - 出演・「八木」役、104分の原版が現存・2014年東映ビデオがDVD発売[9]

## テアトログラフィ
すべて東大演劇同窓会の公演である。
- 『はっぴいえんど（英語版）』 : 演出岩淵達治、原作ベルトルト・ブレヒト、主演西井一志、三百人劇場、1977年6月9日 - 同11日上演（第1回公演） - 出演・「貧民」役[13]
- 『旅路の果て』 : 演出鈴木利直、原作ジュリアン・デュヴィヴィエ/シャルル・スパーク（英語版）、主演岩淵達治、三百人劇場、1985年12月10日 - 同12日上演（第2回公演） - 福田陽一郎とともに脚本・監修および秋元実とともに制作[14]
- 『女の議会』 : 演出・主演碧海ゆき、原作アリストパネス、台本・舞台監督鈴木利直、三百人劇場、1990年12月9日 - 同11日上演（第3回公演） - 出演・「パリス」役[15]
- 『冬物語』 : 台本・演出吉沢孝治、原作ウィリアム・シェイクスピア、主演西井一志、俳優座劇場、1995年3月31日 - 同年4月2日上演（第5回公演） - 「十石峻」名義で出演・「アンティゴナス」役[16]
- 『尺には尺を』 : 台本・演出吉沢孝治、原作ウィリアム・シェイクスピア、主演古山桂治・西井一志、俳優座劇場、1997年4月3日 - 同6日上演（第6回公演） - 「十石峻」名義で出演・「ポンピー」役[17]
- 『終わりよければすべてよし』 : 台本・演出吉沢孝治、原作ウィリアム・シェイクスピア、主演澤井晴夫・吉沢孝治、俳優座劇場、1999年4月8日 - 同11日上演（第7回公演） - 「十石峻」名義で出演・「兵士ジャン」役[18]
  - 『終わりよければすべてよし』 : 台本・演出吉沢孝治、原作ウィリアム・シェイクスピア、主演澤井晴夫、富山県教育文化会館ホール、2000年2月18日上演 - 「十石峻」名義で出演・「兵士ジャン」役[18]
- 『怪盗マック』 : 台本・演出高橋恒美、原作ジョン・ゲイ、主演西井一志、俳優座劇場、2001年5月11日 - 同13日上演（第8回公演） - 「十石峻」名義で小道具および出演・「ハドソン夫人 実はシャーロック・ホームズ」役[19]
- 『お気に召すまま』 : 台本・演出吉沢孝治、原作ウィリアム・シェイクスピア、主演西井一志、俳優座劇場、2003年3月27日 - 同30日上演（第9回公演） - 「十石峻」名義で出演・「アダム」役[20]
  - 『お気に召すまま』 : 台本・演出吉沢孝治、原作ウィリアム・シェイクスピア、主演西井一志、飛騨・世界生活文化センター芸術堂、2003年8月3日上演 - 「十石峻」名義で出演・「アダム」役[20]
  - 『お気に召すまま』 : 台本・演出吉沢孝治、原作ウィリアム・シェイクスピア、主演西井一志、東村山市中央公民館ホール、2004年4月24日上演 - 「十石峻」名義で出演・「アダム」役[20]
- 『ウィンザーの陽気な女房たち』 : 台本・演出高橋恒美、原作ウィリアム・シェイクスピア、主演中村直弘、日本橋劇場、2006年4月6日 - 同8日上演（第10回公演） - 出演・「エブラハム・スレンダー」役[21]
- 『十二夜』 : 台本・演出高橋恒美、原作ウィリアム・シェイクスピア、主演岡本和也、日本橋劇場、2008年4月11日 - 同12日上演（第11回公演） - 出演・「アンジェロ」役[22]
- 『から騒ぎ』 : 台本・演出吉沢孝治、原作ウィリアム・シェイクスピア、主演古山桂治、日本橋劇場、2009年5月22日 - 同23日上演（第12回公演） - 出演・「ドグベリー」役[23]
- 『夏の夜の夢』 : 台本・演出生山智己、原作ウィリアム・シェイクスピア、主演澤井晴夫、日本橋劇場、2012年4月18日 - 同19日上演（第13回公演） - 出演・「蜘蛛の糸」役[24]

## ビブリオグラフィ
国立国会図書館蔵書等にみる論文等の書誌である。
- 「巻頭随想」登石雋一 : 『映画テレビ技術』第381号所収、日本映画テレビ技術協会、1984年5月発行、p.12.
- 「我等の生涯の最良の映画 25 観客に訴える"心"を注入『暴力街』」登石雋一 : 『キネマ旬報』第910号通巻1724号所収、キネマ旬報社、1985年5月15日発行、p.145-147.
- 「前夜討論会・学会印象記」小峯和茂・登石雋一・樹神学・亀井啓輔 : 『日本精神病院協会雑誌』第9巻第6号通巻103号所収、日本精神病院協会、1990年6月発行、p.61-69.
- 「巻頭随想」登石雋一 : 『映画テレビ技術』第463号所収、日本映画テレビ技術協会、1991年3月発行、p.6.